# 15,16-diidrobiliverdina:ferredossina ossidoreduttasi
La 15,16-diidrobiliverdina:ferredossina ossidoreduttasi è un enzima appartenente alla classe delle ossidoreduttasi, che catalizza la seguente reazione:
15,16-diidrobiliverdina + ferredossina ossidata ⇄ biliverdina IXα + ferredossina ridotta
L'enzima catalizza la riduzione a due elettroni, della biliverdina IXα, nel ponte C15 del metino. Si pensa che questo enzima e la  ficoeritrobilina:ferredossina ossidoreduttasi (numero EC 1.3.7.3) funzionino come un complesso a due enzimi, nella conversione della biliverdina IXα in ficoeritrobilina.